# Karl-Heinz Schuster
Karl-Heinz Schuster (* 2. März 1912 in Zwickau; † 3. Februar 2006 in Hamburg) war ein deutscher Maler und Bühnenbildner.

## Leben und Werk
Der Vater Karl-Heinz Schusters war Finanzbeamter. Das Adressbuch verzeichnet ihn als Kassenvorsteher. Schuster absolvierte die neunstufige Deutsche Oberschule in Zwickau und studierte an der Akademie für Bildende Künste Dresden. Von 1939 bis 1944 arbeitete er in Dresden als Bühnenbildner an den Staatstheatern. Nachdem er 1945 ausgebombt worden war, ging er nach Zwickau, wo er als freischaffender Künstler arbeitete.
Er wurde Mitglied des Kulturbunds und dann des Verbands Bildender Künstler und war maßgeblich am kulturellen Wiederaufbau Zwickaus beteiligt. 1946 knüpfte er Kontakt zu Max Pechstein in Berlin. Gemeinsam mit Gertrud Rudloff-Hille, der Direktorin des Städtischen Museums Zwickau, organisierte er 1947 in Zwickau eine große Pechstein-Ausstellung. Ebenfalls 1947 initiierte er in Übereinstimmung mit Pechstein die Stiftung des Kunstpreises der Stadt Zwickau – Max Pechstein, des heutigen Max-Pechstein-Preises.
1948 gründete er mit Karl Michel die Mal- und Zeichenschule Zwickau, an der er lehrte und die er bis 1951 leitete. Zu seinen Schülern gehörten u. a. Karl-Heinz Jacob und Edgar Klier.
Mit Michel, Wolfgang Berndt, Heinz Fleischer, Albert Schwarz, Erich Schulz und Alfred Tröger war er Mitglied der maßgeblich von ihm initiierten losen Zwickauer „Gruppe 1950“. Diese schrieb im Katalog ihrer Ausstellung 1950: „Deren Streben und Ziel ist es: an ihrem Platz ehrlich ihrer Berufung zu folgen und fortschrittlich zu wirken für die Beziehung zwischen Künstler und Gesellschaft.“
Von 1951 bis 1960 war Schuster Ausstattungsleiter am Theater in Plauen.
Die Beschränkung seiner künstlerischen Entfaltungsmöglichkeiten in der DDR veranlassten ihn 1960, in die Bundesrepublik zu gehen, von wo aus er viele Studienreisen durch Europa, Asien, Afrika und Mittelamerika unternehmen konnte. Neben gestalterischen Auftragsarbeiten schuf er nun Stillleben und Landschaften. Seit den 1960er Jahren begann er sich mit abstrakten Farbexperimenten (Nitrografien) zu beschäftigen.

## Werke (Auswahl)

### Malerei und Zeichenkunst
- Wintertag (1944, Aquarell)[1]

- Fische (vor 1947, Aquarell)[2]
- Nach dem wilden Tanz (um 1947)[3]
- Lokreparatur im RAW (um 1950, Aquarell)[4]

### Arbeit als Bühnenbildner
- Entwurf für ein Bühnenbild zum Drama Julius Fučík von Jurij Burjakowskij (vor 1955, Zeichnung)[5]

### Buchillustrationen
- Beim Weihnachtsmann (Text und Bilder von Sch.). Förster und Borris, Zwickau, 1945
- Zwergensommer (Text und Bilder von Sch.). Förster und Borris, Zwickau, 1946
- Adi Stürenburg: Wir suchen Deutschland – Zwei Erzgebirgskinder mit Rucksack und Dreirad auf großer Fahrt. Zwickauer Buchdruckwerkstätte, 1948

## Ausstellungen (unvollständig)

### Einzelausstellungen
- 1947: Zwickau, Städtisches Museum („5 Zwickauer Maler und Graphiker stellen aus“; mit Helmut Lang, Willy Lang, Käte Richter-Lohse und Alfred Tröger)[6]

- postum 2012: Zwickau, Städtische Kunstsammlungen (zum 100. Geburtstag)[7]

### Ausstellungsbeteiligungen
- 1948: Freiberg, Stadt- und Bergbaumuseum („3. Ausstellung Erzgebirgischer Künstler“)[8]

- 1948: Chemnitz, Schlossberg-Museum, und Glauchau, Stadt- und Heimatmuseum Glauchau („Mittelsächsische Kunstausstellung“)[9]
- 1949: Glauchau, Stadt- und Heimatmuseum („Frühjahrs-Kunstausstellung 1949“ des Zwickauer Künstlerkreises)

- 1950: Zwickau, Städtisches Museum („Gruppe 1950“)[10]
- 1954: Zwickau, Städtisches Museum („Künstler aus Zwickau“)[11]
- 1984/1985 Karl-Marx-Stadt, Städtisches Museum am Theaterplatz („Retrospektive 1945–1984. Bildende Kunst im Bezirk Karl-Marx-Stadt“)